# Área metropolitana de Lodz
El área metropolitana de Lodz se encuentra en el centro de Polonia, en torno a la ciudad de Lodz. Es la cuarta área metropolitana más grande del país, y agrupa a una población de alrededor de 1,1 millones de personas.

## Transporte público
Todas las ciudades del área metropolitana están conectadas por líneas de autobús y tranvía. La línea de tranvía más larga de Polonia también se encuentra aquí (la conexión de Chocianowice a Ozorków). En 2008 se inició un proyecto para conectar las tres ciudades más grandes, Pabianice, Łódź y Zgierz, con una línea de tranvía rápido.

## Las ciudades del área metropolitana de Łódź
- Łódź - 758343 habitantes
- Pabianice - 71313 habitantes
- Zgierz - 58351 habitantes
- Ozorków - 20731 habitantes
- Aleksandrów Łódzki - 20542 habitantes
- Łask - 18948 - habitantes
- Konstantynów Łódzki 17569 - habitantes
- Głowno - 15282 - habitantes
- Koluszki - 13331 - habitantes
- Brzeziny - 11417 - habitantes
- Tuszyn - 7201 - habitantes
- Stryków - 3602 - habitantes
- Rzgów - 3336 - habitantes

- Datos: Q24943867